# ハンス・カノーザ
ハンス・カノーザ（Hans Canosa、1970年 - ）は、アメリカ合衆国の映画監督。
マサチューセッツ州ホールデン出身。

## プロフィール
1970年、マサチューセッツ州ホールデンに生まれる。
キリスト教原理主義である厳格な両親の元に生まれ、宗教上の理由から、演劇・映画・ＴＶを含め芸術を禁じてられて育ち、子供時代の大半を東南アジア各地の伝道施設で過ごした。（その際、日本に滞在していた時期もある。）
17歳で初めて映画館で映画を観て感動し、両親の反対を押し切りハーバード大学に入学する。入学すると、芝居の演出、短編映画・実験的ビデオ映画の制作に邁進。2002年に自ら製作・監督した学生映画『ALMA MARTER』は、オースティン映画祭・観客賞を受賞したほか、米国内各地の映画祭で上映された。長編第二作目『カンバセーションズ』、2005年東京国際映画祭・審査員特別賞を受賞。主演のヘレナ・ボナム＝カーターに主演女優賞をもたらした。
日米俳優を起用した（日本人は堀北真希や松山ケンイチら多数）、第3作目となる『誰かが私にキスをした』を監督。

## ライティング・パートナー
ハンス・カノーザ作品で、欠かすことの出来ない人物でガブリエル・ゼヴィンという女性の存在がある。
彼女は、ハーバード大学時代からの友人であり、2002年にカノーザ監督が製作した学生映画『ALMA MARTER』では、脚本に加えてプロデュース、プロダクション・デザイン、コスチュームも担当。長編第二作目『カンバセーションズ』、第三作目となる新作『誰かが私にキスをした』では、共同で脚本を執筆している。
また、小説家としての顔を持ち、2005年6月にMiramax Books社から刊行された小説デビュー作「Margarettown」で全米書評家から注目され、Barnes＆Nobleの優秀な新進作家の一人に選ばれた。2005年9月に出版された小説「天国からはじまる物語」(理論社刊)は、既に世界15ヵ国で翻訳。

## 主な作品

### 監督作品
- 『ALMA MARTER』 -ALMA MARTER (2002)
- 『カンバセーションズ』 -Conversations with Other Women (2005)
- 『誰かが私にキスをした』 -Memoirs of a Teenage Amnesiac (2009)

## 主な受賞
- 2002年、『ALMA MARTER』 - オースティン映画祭・観客賞。
- 2005年、『カンバセーションズ』 - 第18回東京国際映画祭・審査員特別賞[1]。